# Spoonful
«Spoonful» — песня, написанная американcким блюзовым музыкантом Вилли Диксоном, является одним из самых популярных его произведений. Первая запись этой песни сделана Хаулин Вулфом (издана в виде сингла в 1960 году на лейбле Chess Records). В 2004 году журнал Rolling Stone поместил песню «Spoonful» в исполнении Хаулина Вулфа на 219 место своего списка «500 величайших песен всех времён». В списке 2011 года песня находится на 221 месте.
Позже песня многократно исполнялась разными исполнителями, включая The Spencer Davis Group, The Yardbirds (1965), Cream (вошла в дебютный альбом Fresh Cream и также была издана в виде сингла), Этту Джеймс и других.
"Spoonful" Диксона во многом основана на более ранней песне "A Spoonful Blues" американского блюзового музыканта Чарли Паттона, записанной им в 1929 году.